# Discocyrtus lisei
Discocyrtus lisei is een hooiwagen uit de familie Gonyleptidae.